# Kix
Kix är en sång skriven av Per Gessle, och inspelad av honom på albumet The World According to Gessle från 1997. samt utgiven av honom på singel den 23 juni samma år. Den nådde som högst en 28:e plats på den svenska singellistan.

## Listplaceringar
| Lista (1997) | Topplacering |
| ------------ | ------------ |
| Sverige      | 28           |

### Fotnoter
1. ↑  ”The World According to Gessle”. Svensk mediedatabas. 25 februari 1997. http://smdb.kb.se/catalog/id/001514069. Läst 22 juni 2015.
2. ↑  ”Kix”. Svensk mediedatabas. 25 februari 1997. http://smdb.kb.se/catalog/id/001514029. Läst 22 juni 2015.
3. ↑  ”Kix”. Per Gessles webbplats. 23 juni 1997. http://www.gessle.com/per-gessle-discography/single-per-gessle-discography/kix-cdm/. Läst 22 juni 2015.
4. ↑  ”Kix”. Swedishcharts. 25 februari 1997. http://www.swedishcharts.com/showitem.asp?interpret=Per+Gessle&titel=Kix&cat=s. Läst 22 juni 2015.